# Ekaterini Vongoli
Ekaterini Vongoli (Grieks: Αικατερίνη Βόγγολη) (Larisa, 30 oktober 1970) is een atlete uit Griekenland.
Vongoli nam driemaal deel aan de Olympische Zomerspelen, in 1996, in 2000 en in 2004, telkens aan het onderdeel discuswerpen. Bij de laatste spelen eindigde ze op de zevende plaats.
- World Athletics: 14280997